# Dirka po Španiji 1969
Dirka po Španiji 1969 (špansko Vuelta a España 1969) je 24. izvedba dirke po Španiji, tritedenske moške cestne kolesarske etapne dirke. Začela se je 23. aprila v Cádizu in končala 11. maja v Bilbau. Sodelovalo je 100 kolesarjev iz 10-ih ekip. Rumeno majico je prvič osvojil Roger Pingeon (Peugeot–BP–Michelin), drugo mesto Luis Ocaña (Fagor), tretje pa Rini Wagtmans (Willem II–Gazelle). Modro majico je osvojil Raymond Steegmans (Goldor-Hertekamp-Gerka), zeleno majico Luis Ocaña, rdečo majico pa Juan María Uribezubia (Karpy).

## Ekipe
- Bic
- Fagor
- Goldor-Hertekamp-Gerka
- Karpy
- Kas–Kaskol
- Max Meyer
- Pepsi-Cola
- Peugeot–BP–Michelin
- Pull Over Centrale–Novy
- Willem II–Gazelle

## Etape
| Etapa | Datum     | Štart/Cilj                        | Razdalja  | Tip       | Tip                  | Zmagovalec                        |
| ----- | --------- | --------------------------------- | --------- | --------- | -------------------- | --------------------------------- |
| 1a    | 23. april | Badajoz – Badajoz                 | 6,5 km    |           | posamični kronometer | Luis Ocaña (ESP)                  |
| 1b    | 24. april | Badajoz – Badajoz                 | 246 km    |           |                      | Michael Wright (GBR)              |
| 2     | 25. april | Badajoz – Cáceres                 | 135 km    |           |                      | Felice Salina (ITA)               |
| 3     | 26. april | Cáceres – Talavera de la Reina    | 190 km    |           |                      | Luigi Sgarbozza (ITA)             |
| 4     | 27. april | Talavera de la Reina – Madrid     | 124 km    |           |                      | Domingo Perurena (ESP)            |
| 5     | 28. april | Madrid – Alcázar de San Juan      | 162 km    |           |                      | Raymond Steegmans (BEL)           |
| 6     | 29. april | Alcázar de San Juan – Almansa     | 231 km    |           |                      | Edward Sels (BEL)                 |
| 7     | 30. april | Almansa – Nules                   | 233 km    |           |                      | Ramón Sáez (ESP)                  |
| 8     | 1. maj    | Nules – Benicàssim                | 199 km    |           |                      | Ramón Sáez (ESP)                  |
| 9     | 2. maj    | Benicàssim – Reus                 | 169 km    |           |                      | José Manuel López Rodríguez (ESP) |
| 10    | 3. maj    | Reus – Barcelona                  | 146 km    |           |                      | Manuel Martín Piñera (ESP)        |
| 11    | 4. maj    | Barcelona – Sant Feliu de Guíxols | 118 km    |           |                      | Nemesio Jiménez (ESP)             |
| 12    | 5. maj    | Sant Feliu de Guíxols – Moià      | 151 km    |           |                      | Roger Pingeon (FRA)               |
| 13    | 6. maj    | Moià – Barbastro                  | 229 km    |           |                      | Michael Wright (GBR)              |
| 14a   | 7. maj    | Barbastro – Zaragoza              | 125 km    |           |                      | Raymond Steegmans (BEL)           |
| 14b   | 7. maj    | Zaragoza – Zaragoza               | 4 km      |           | posamični kronometer | Roger Pingeon (FRA)               |
| 15    | 8. maj    | Zaragoza – Pamplona               | 176 km    |           |                      | Mariano Díaz (ESP)                |
| 16    | 9. maj    | Irun – San Sebastián              | 25 km     |           | posamični kronometer | Luis Ocaña (ESP)                  |
| 17    | 10. maj   | San Sebastián – Vitoria           | 129 km    |           |                      | Gregorio San Miguel (ESP)         |
| 18a   | 11. maj   | Vitoria – Llodio                  | 76 km     |           |                      | Ercole Gualazzini (ITA)           |
| 18b   | 11. maj   | Llodio – Bilbao                   | 29 km     |           | posamični kronometer | Luis Ocaña (ESP)                  |
|       | Skupaj    | Skupaj                            | 2921,4 km | 2921,4 km | 2921,4 km            | 2921,4 km                         |

## Končna razvrstitev
| Legenda | Legenda                                    | Legenda | Legenda                          |
| ------- | ------------------------------------------ | ------- | -------------------------------- |
|         | Predstavlja vodilnega v skupnem seštevku   |         | Predstavlja vodilnega po točkah  |
|         | Predstavlja vodilnega v gorski razvrstitvi |         | Predstavlja vodilnega v šprintih |

### Rumena majica
| Poz. | Kolesar                    | Ekipa                   | Čas         |
| ---- | -------------------------- | ----------------------- | ----------- |
| 1    | Roger Pingeon              | Peugeot–BP–Michelin     | 73h 18' 45" |
| 2    | Luis Ocaña                 | Fagor                   | + 1' 54"    |
| 3    | Rini Wagtmans              | Willem II–Gazelle       | + 5' 10"    |
| 4    | José Manuel Lasa           | Pepsi-Cola              | + 5' 10"    |
| 5    | Michael Wright             | Bic                     | + 5' 27"    |
| 6    | Rolf Wolfshohl             | Bic                     | + 6' 11"    |
| 7    | Gilbert Bellone            | Bic                     | + 6' 47"    |
| 8    | Gregorio San Miguel        | Kas–Kaskol              | + 7' 05"    |
| 9    | Carlos Echeverría          | Kas–Kaskol              | + 7' 35"    |
| 10   | Eusebio Vélez              | Fagor                   | + 7' 51"    |
| 11   | Salvador Canet             | Pepsi-Cola              |             |
| 12   | José-Antonio González      | Kas–Kaskol              |             |
| 13   | Ventura Díaz Arrey         | Karpy                   |             |
| 14   | Willy De Geest             | Pull Over Centrale–Novy |             |
| 15   | José Manuel Lopez          | Fagor                   |             |
| 16   | Francisco Gabica           | Fagor                   |             |
| 17   | Jorge Mariné Torres        | Pepsi-Cola              |             |
| 18   | Eduardo Castelló Villanova | Kas–Kaskol              |             |
| 19   | Ramon Sáez Marzo           | Pepsi-Cola              |             |
| 20   | Juan María Uribezubia      | Karpy                   |             |
| 21   | Miguel María Lasa          | Pepsi-Cola              |             |
| 22   | Luis-Pedro Santamarina     | Fagor                   |             |
| 23   | Domingo Perurena           | Fagor                   |             |
| 24   | Herman Flabat              | Pull Over Centrale–Novy |             |
| 25   | Aurelio González Puente    | Kas–Kaskol              |             |